# Bundesautobahn 37
Pour les articles homonymes, voir A37.
La Bundesautobahn 37 (ou BAB 37, A37 ou Autobahn 37) est une autoroute mesurant 11 kilomètres.